# Typhochrestinus
Typhochrestinus Eskov, 1990 è un genere di ragni appartenente alla famiglia Linyphiidae.

## Distribuzione
L'unica specie oggi nota di questo genere è stata rinvenuta nella Russia asiatica.

## Tassonomia
Dal 1990 non sono stati esaminati esemplari di questo genere.
A giugno 2012, si compone di una specie:
- Typhochrestinus titulifer Eskov, 1990[3] — Russia asiatica